# Signe de Seidel
Pour les articles homonymes, voir Seidel.
Le signe de Seidel porte le nom de l'ophtalmologiste allemand Erich Seidel (1882–1948) qui l'a décrit  en 1921  ; il est recherché pour diagnostiquer un défaut d'étanchéité du globe oculaire, principalement devant un traumatisme de l'œil pour faire, ou écarter, le diagnostic de perforation cornéenne mais aussi pour d'autres causes de béance en particulier de la sclère.
Le test de Seidel consiste à instiller quelques gouttes de collyre à la fluorescéine à la surface de la cornée, puis sans rinçage préalable, à observer à la lampe à fente en lumière bleu-cobalt, si la fluorescéine s'écoule à la surface de la cornée en se diluant et en virant au verdâtre. Si on observe une dilution avec un ruissellement vert à la surface de la cornée, c'est que l'humeur aqueuse, normalement translucide, invisible, et contenue dans la chambre antérieure de l'œil, fuit par la plaie de cornée. Cette dilution constitue la positivité du signe de Seidel et fait le diagnostic de perforation de la cornée. Ce test est surtout utile pour la recherche des petites perforations. Si on n'observe pas de dilution le signe est absent, il n'y a pas de perforation. Devant un traumatisme de l'œil il permet de distinguer la perforation de cornée des autres causes principales (contusion, corps étranger superficiel, brûlure).
Le test de Seidel est aussi utilisé après une chirurgie de la chambre antérieure de l'œil pour vérifier l'étanchéité de celle-ci (recherche d'une suture postopératoire non étanche par exemple) ou après une injection au travers de la sclère pour s'assurer de la fermeture de l'orifice de ponction,.
S'il est constaté sans pression sur le globe oculaire, le signe de Seidel est dit spontané, sinon il est dit provoqué.
Il est aussi bien utilisé en pratique humaine que vétérinaire.